# Suka Makmur Timur
Suka Makmur Timur is een bestuurslaag in het regentschap Bener Meriah van de provincie Atjeh, Indonesië. Suka Makmur Timur telt 456 inwoners (volkstelling 2010).